# Joseph Danlami Bagobiri

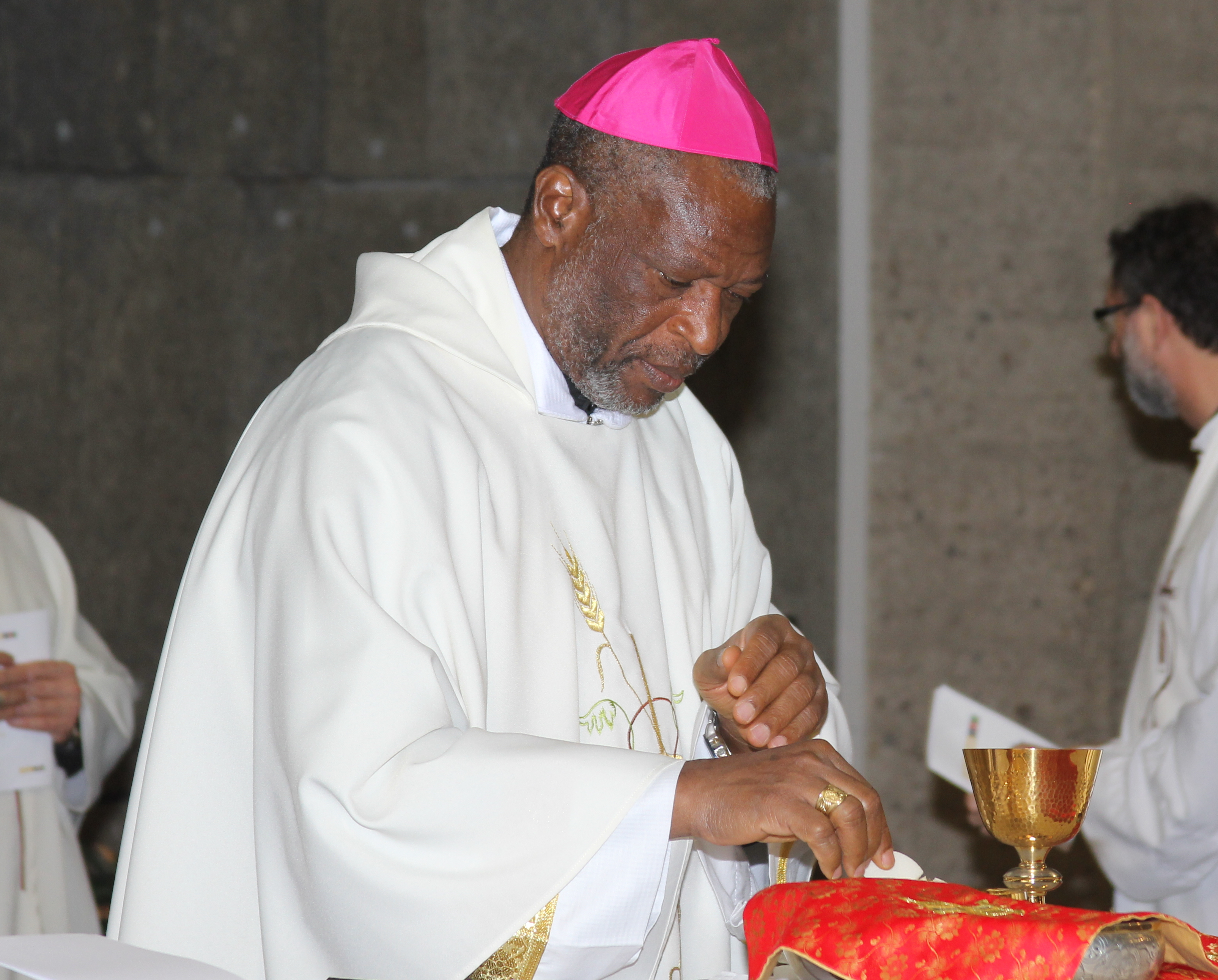
Joseph Danlami Bagobiri (2015)

Joseph Danlami Bagobiri (* 8. November 1957 in Fadan Kagoma; † 27. Februar 2018 in Kaduna) war ein nigerianischer Geistlicher und römisch-katholischer Bischof von Kafanchan.

## Leben
Joseph Danlami Bagobiri studierte Philosophie und Theologie am Seminar in Jos (1977/83), an der Päpstlichen Universität Urbaniana in Rom, der Franciscan University of Steubenville in Ohio und an der Päpstlichen Universität Heiliger Thomas von Aquin in Rom. Bagobiri empfing am 11. Juni 1983 das Sakrament der Priesterweihe.
Am 10. Juli 1995 ernannte ihn Papst Johannes Paul II. zum ersten Bischof des mit gleichem Datum errichteten Bistums Kafanchan. Der Erzbischof von Kaduna, Peter Yariyok Jatau, spendete ihm am 21. Oktober desselben Jahres die Bischofsweihe; Mitkonsekratoren waren der Erzbischof von Jos, Gabriel Gonsum Ganaka, und der Erzbischof von Abuja, John Onaiyekan.

## Einzelnachweis
1. ↑  Catholic Bishop of Kafanchan dies at 61. (Memento des Originals vom 27. Februar 2018 im Internet Archive)  Info: Der Archivlink wurde automatisch eingesetzt und noch nicht geprüft. Bitte prüfe Original- und Archivlink gemäß Anleitung und entferne dann diesen Hinweis. News Agency of Nigeria, 27. Februar 2018, abgerufen am 28. Februar 2018 (englisch).

| Vorgänger | Amt                             | Nachfolger          |
| --------- | ------------------------------- | ------------------- |
| —         | Bischof von Kafanchan 1995–2018 | Julius Yakubu Kundi |

| Personendaten    | Personendaten                                                          |
| ---------------- | ---------------------------------------------------------------------- |
| NAME             | Bagobiri, Joseph Danlami                                               |
| KURZBESCHREIBUNG | nigerianischer Geistlicher, römisch-katholischer Bischof von Kafanchan |
| GEBURTSDATUM     | 8. November 1957                                                       |
| GEBURTSORT       | Fadan Kagoma, Nigeria                                                  |
| STERBEDATUM      | 27. Februar 2018                                                       |
| STERBEORT        | Kaduna, Nigeria                                                        |